# Керінчі (народ)
Керінчі (індонез. Suku Kerinci, самоназва: Uhang Kincai, Uhang Kinci) — народ в Індонезії, на острові Суматра.
Зараховуються до числа так званих прото-малайців, першої хвилі австронезійських мігрантів до островів Південно-Східної Азії. За багатьма ознаками керінчі належать до монголоїдного типу. Вони трохи нижчі на зріст за малайців, мають пряме волосся, білу шкіру й трохи розкосі очі.
Культура керінчі замає проміжну позицію між культурами мінангкабау та джамбі-малайців.

## Розселення і чисельність
Основний етнічний масив народу включає округ Керінчі (індонез. Kabupaten Kerinci) та місто Сунгайпенух (індонез. Kota Sungai Penuh) на заході провінції Джамбі, де вона межує з провінцією Західна Суматра. Керінчі становлять тут переважну більшість населення. Живуть вони також на північ та захід від цього району, зокрема й в окрузі Південний Солок (індонез. Kabupaten Solok Selatan) провінції Західна Суматра.
Район розселення керінчі розташований у горах Барісан, гори та пагорби чергуються тут з долинами річок. Найвищою вершиною є вулкан Керінчі (3805 метрів над рівнем моря). Більшість території вкрита тропічним лісом, але землі родючі й добре підходять для ведення сільського господарства.
Чисельність керінчі становить 326 тис. осіб (2024, оцінка).

## Мова
Говорять мовою керінчі (код ISO 639-3: kvr), яка належить західної гілки малайсько-полінезійських мов австронезійської сім'ї. Мова керінчі є близькою до малайської, іноді її навіть уважають за діалект малайської. Вона має близько 78 % подібності із сусідніми верхньо-джамбійськими говірками, також виявляє високі показники спорідненості з мовою мінангкабау та індонезійською мовою. Водночас мова керінчі має ряд рис, які відрізняють її від інших малайських мов, вони стосуються переважно помітних фонологічних змін. Керінчійська та джамбі-малайська мови не є взаємно зрозумілими, їхня граматика суттєво відрізняється. Однією з унікальних рис мови керінчі є те, що в основних діалектах більшість лексем демонструють дві або більше морфологічні форми, що відрізняються за фонологією кінцевого кореневого складу. Ці дві форми мають різні морфологічні та морфосинтаксичні функції. Малайські діалекти, які географічно розташовані між областю Керінчі та містом Джамбі демонструють цікаве поєднання граматичних характеристик джамбійської та керінчійської мов.

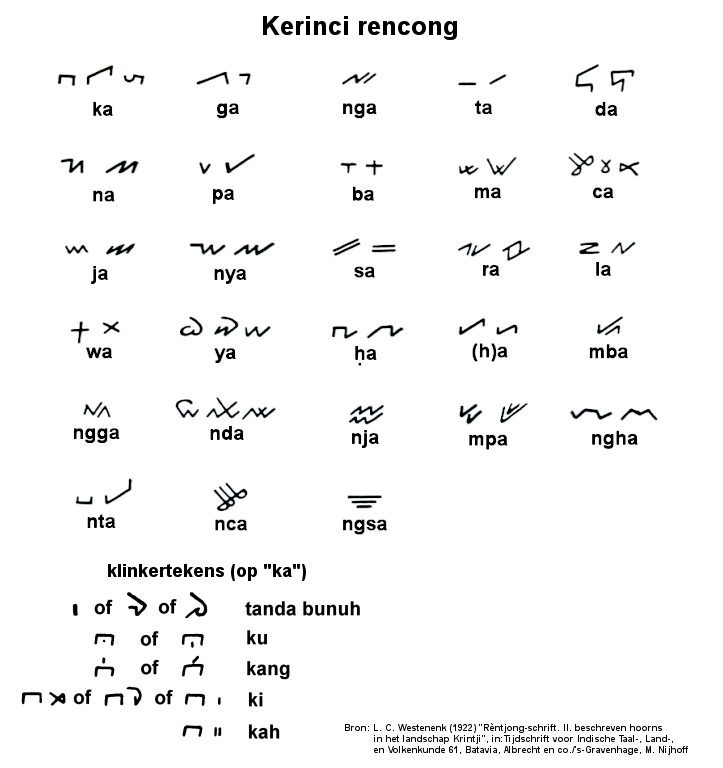
Літери керінчійського письма ренчонг.

Спостерігається значне діалектне різноманіття на невеликій території. Кожне керінчійське село користується власною говіркою. Різницю можна відчути за звучанням кінцевого складу та висотою вимови. Незважаючи на це, керінчі з різних районів добре розуміють один одного. З іншого боку, вимова допомагає визначити місцевість, звідки походить співрозмовник. Існують певні відмінності в словнику між сільськими та міськими говірками.
В минулому в області Керінчі використовувалось письмо ренчонг (індонез. Tulisan Rencong, інша назва паку, індонез. Tulisan Paku), подібне до старояванського. Схожий тип писемності існував також в інших народів Суматри: реджангів, пасемахів, сераваїв, лампунгів. З приходом ісламу поширилась також арабська абетка. Сучасна писемність на основі латиниці.

## Релігія

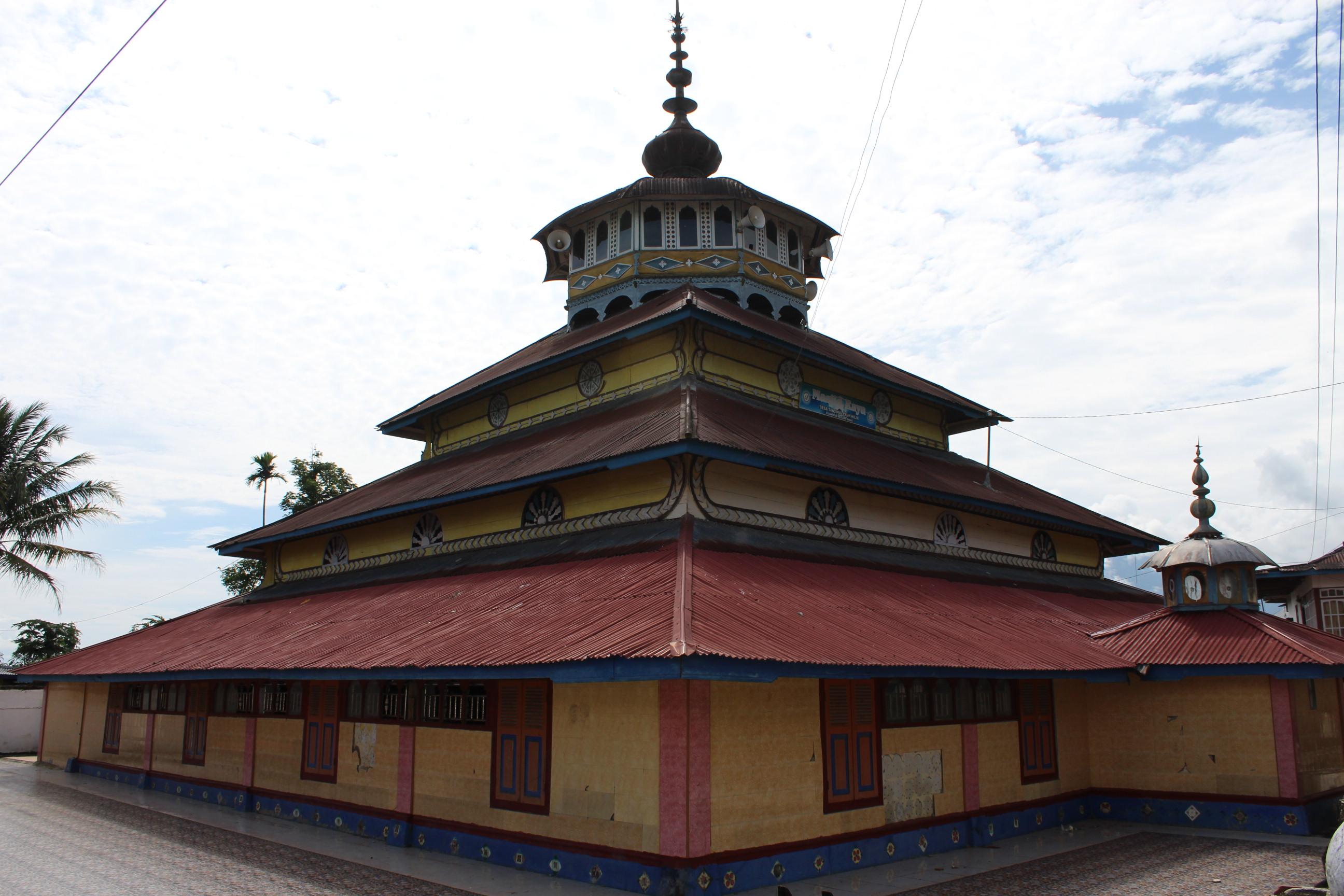
Давня мечеть в Кунопау-Гілір (округ Керінчі).

Майже всі керінчі — мусульмани, вони відомі як віддані прибічники ісламу. В кожному селі є мечеть. Батьки змалечку дають своїм дітям релігійну освіту, багато людей здійснює паломництво до Мекки.
Разом із тим, зберігаються залишки старих анімістичних вірувань. Керінчі продовжують вірити в існування духів та привидів, що живуть навколо людей. Традиційні практики стосуються в основному знахарства та землеробства. Керінчі проводять обряди, пов'язані з основними етапами сільськогосподарського циклу та основними подіями життєвого циклу людини.

## Історія
Вважається, що керінчі живуть в районах свого сучасного розселення ще з доби мезоліту. За іншою версією, вони належать до числа прото-малайців (англ. Proto-Malay, індонез. Melayu Tua), першої хвилі австронезійських мігрантів, що прибули на острови Індонезії з території китайської провінції Юньнань. Ще одна версія вважає керінчі нащадками давньомалайського народу доби неоліту. Ця думка підтверджується фізичними характеристиками народу, серед яких переважають монголоїдні риси.
В добу розквіту держав Шривіджая та Маджапагіт керінчі зазнали впливу індуїзму та буддизму. Іслам прийшов у регіон зі сходу (з Джамбі) та із заходу (з Мінангкабау). Область Керінчі перебувала під владою султанату Джамбі.

## Господарство
Основне заняття керінчі — землеробство, головною продовольчою культурою є рис. Родючі землі району дозволяють вирощувати його як на зрошуваних, так і на богарних полях. Ще з колоніальної доби район Керінчі був відомий як виробник і постачальник рису. Частину продукції продають на східне узбережжя Суматри, де немає родючих земель. Вирощують також кукурудзу, картоплю, ямс, овочі, фрукти, тютюн, каву, корицю, гвоздику.

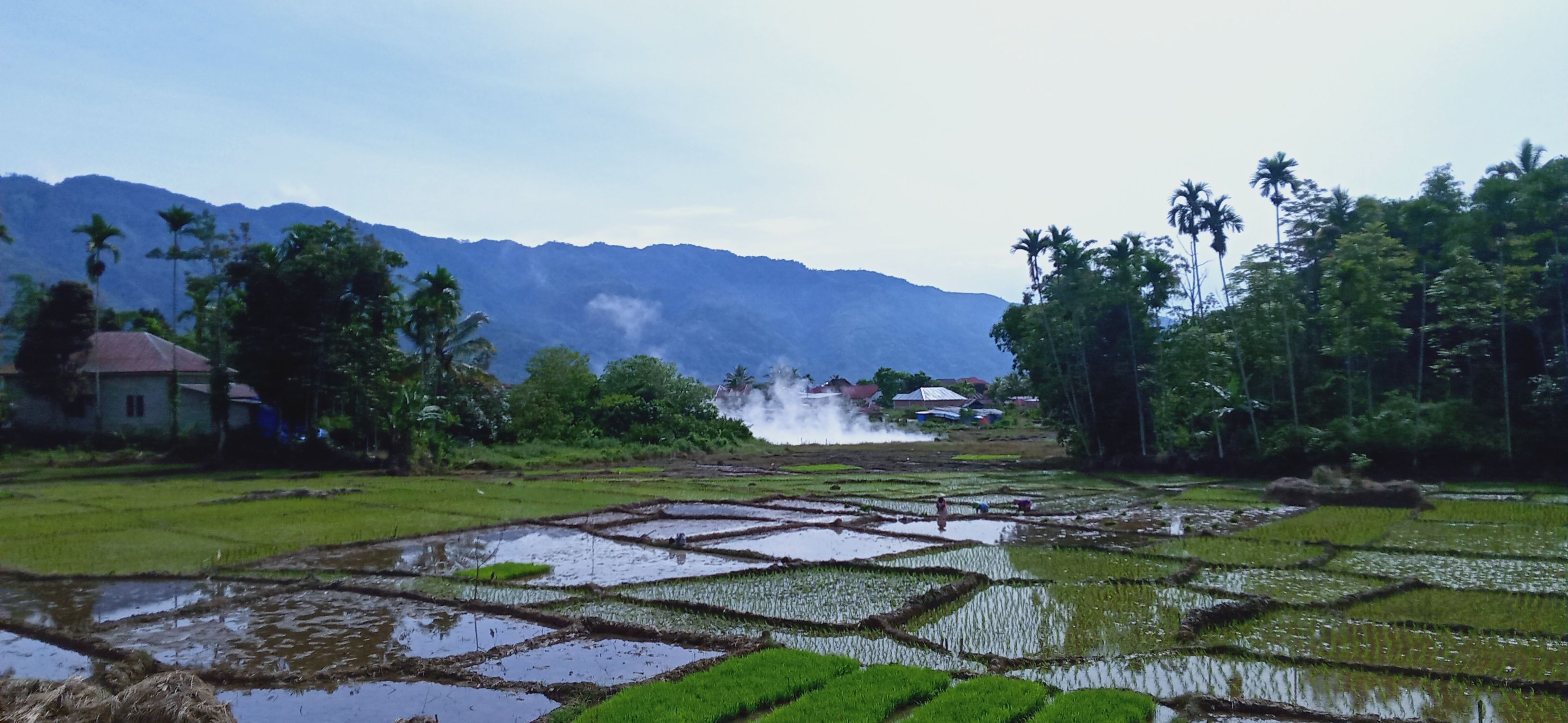
Рисові поля керінчі.

Керінчі використовують різні землеробські знаряддя, зокрема залізні мотики та плуги. Майже в кожному селі є кузня. Використовують джангкі — оригінальні кошики з ротанга, які можуть умістити до 20 кілограмів рису. В минулому на кожному подвір'ї стояла характерної форми комора (білік) для зберігання рису. Зараз нові зерносховища майже не будують, а більшість із тих, що залишилися, вже не використовується.
Громади, що живуть біля лісу, практикують підсічно-вогневий метод землеробства. Кожні кілька років вони розчищають ділянку лісу під посадку культурних рослин. Поруч ставлять тимчасові хатинки, в яких живуть протягом сільськогосподарського сезону. Коли земля втрачає родючість, переходять на іншу ділянку. В цих районах, серед іншого, вирощують каву, корицю та гвоздику.
Очікуючи на врожай, деякі люди займаються збиранням у лісі ротанґа й каучуку, які є цінним товаром.
Жителі районів, розташованих навколо озера Керінчі та кількох інших невеликих озер, займаються рибальством.
Наймаються керінчі й на сезонні роботи, зокрема на каучукові плантації в низинних округах провінції Джамбі (Батангарі, Саролангун, Бунго, Тебо), а також на чайні плантації в окрузі Керінчі. На заробітки зазвичай вирушають, поки очікують урожаю на власних полях.

## Суспільство
Керінчі живуть територіальними громадами в селах, заснованих на генеалогічному ґрунті. Люди селяться, орієнтуючись на своє походження по матері. В селі живе одна або дві родові групи людей, що походять від спільної праматері. Така територіальна генеалогічна одиниця називається лура.
Походження в керінчі визначається за материнською лінією, а найважливішою родинною групою є матрилінійний клан (келбу). Група келбу, яка вважає, що походить від спільного предка, об'єднується в одну лура. Келбу складаються з розширених материнських сімей, які називаються перут, а найменшою одиницею родичів у керінчі є нуклеарна сім'я, яку тут називають тумбі. Тумбі складається з чоловіка, дружини та їхніх неодружених дітей.
Перут живе у великій хаті, яку вони називають рума-геданг, при цьому кожна тумбі може побудувати поблизу рума-геданг власну хату. За звичаєм матрилокального шлюбу чоловік після весілля живе з батьками дружини. Коли донька виходить заміж, для неї роблять прибудову до хати батьків з окремою кімнатою для нової сім'ї або ж ставлять нову хату на батьківському подвір'ї. Важливим є поняття власної кухні (тунгку). Молодята зазвичай спочатку залишаються біля батьківського тунгку, а коли вони матимуть власне тунгку, нова сім'я вважатиметься самостійною.
Ця система трохи нагадує родинні структури мінангкабау, але керінчійська тумбі (нуклеарна сім'я) відрізняється важливою роллю батька як лідера родини. Хоча походження в керінчі визначається за материнською лінією, брат матері (мамак) не відіграє такої значної ролі в родині, як це характерно для матрилінійного суспільства мінангкабау. Нуклеарну сім'ю в керінчі очолює чоловік, тому цілком нормальними в місцевому суспільстві є неолокальні звичаї, коли молодята живуть у новій хаті, абсолютно окремо від батьків.
Спадщина передається нащадкам жіночої статі, майже так само, як у мінангкабау. Діє система спадкування рисових полів, що зветься галір-ганті, коли спадкове рисове поле використовується спадкоємицями по черзі. За порядком черги стежить брат матері (мамак).
Керінчійське келбу має традиційне керівництво, яке вони називають нінік або нінік-мамак. Це важливі особи, обов'язком яких є нагляд за життям у перутах. Крім мамаків, до складу нінік також належать літні жінки, які користуються повагою. Усі звичаєві рішення стосовно членів келбу приймаються нінік після попереднього обговорення на зборах келбу. Керінчі, схоже як мінангкабау, мають свій кодекс поведінки, який говорить, що люди в своєму житті мають дотримуватись правил, а джерелом цих правил є Кітабулла (Коран).
Якщо структура суспільства керінчі має багато спільного з мінангкабау, то структура традиційної місцевої влади склалася під впливом султанату Джамбі. Керінчійські села (деса) складаються з хуторів (дусун), в кожному з яких зазвичай живе група родичів, які є нащадками однієї праматері. На чолі дусуна стоїть депаті, й саме він, спираючись у своїй роботі на допомогу інших посадових осіб, несе пряму відповідальність за своїх громадян. Село утворює камендапоан, адміністративну структуру нижчого рівня, що відповідає малайському марга. Всього на території області Керінчі налічується близько 15 камендапоанів. На чолі камендапоана стоїть мендапо, депаті перебувають у його підпорядкуванні. Мендапо вибирають із числа лідерів келбу, якого вважають найстаршим та здатним якісно виконувати свої обов'язки.

## Поселення

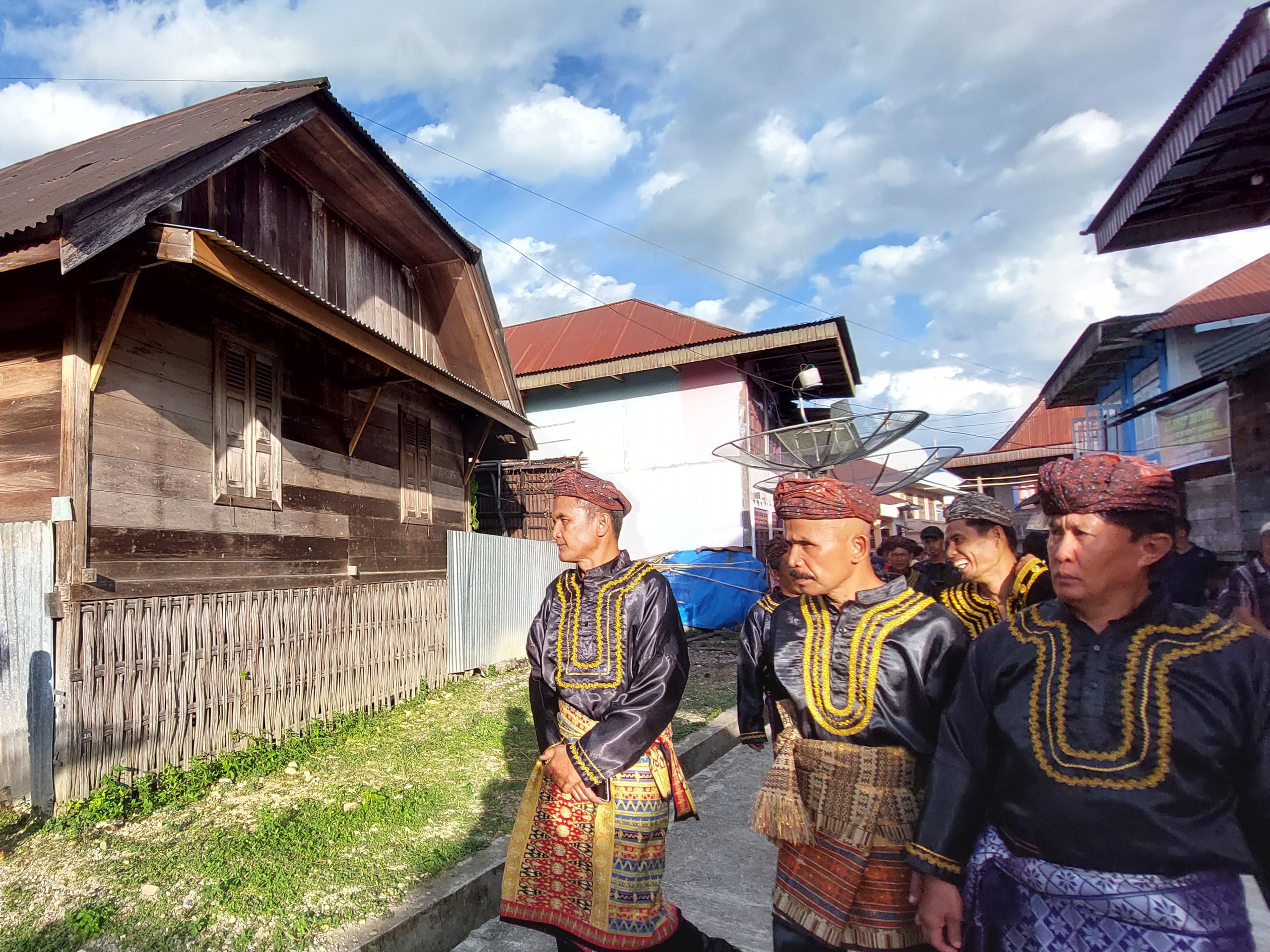
Керінчійське село Танджунг-Тана

Поселення керінчі мають скупчене планування й відзначаються щільною забудовою. Дусун складається з кількох довгих хат ларік, розташованих у ряд уздовж головної вулиці, яка проходить через весь хутір. Окремі хати стоять рядами уздовж довгої хати, а за ними проходить інша вулиця, що також проходить через весь дусун. Дусуни розділені між собою великими ділянками полів.

## Музика, танці

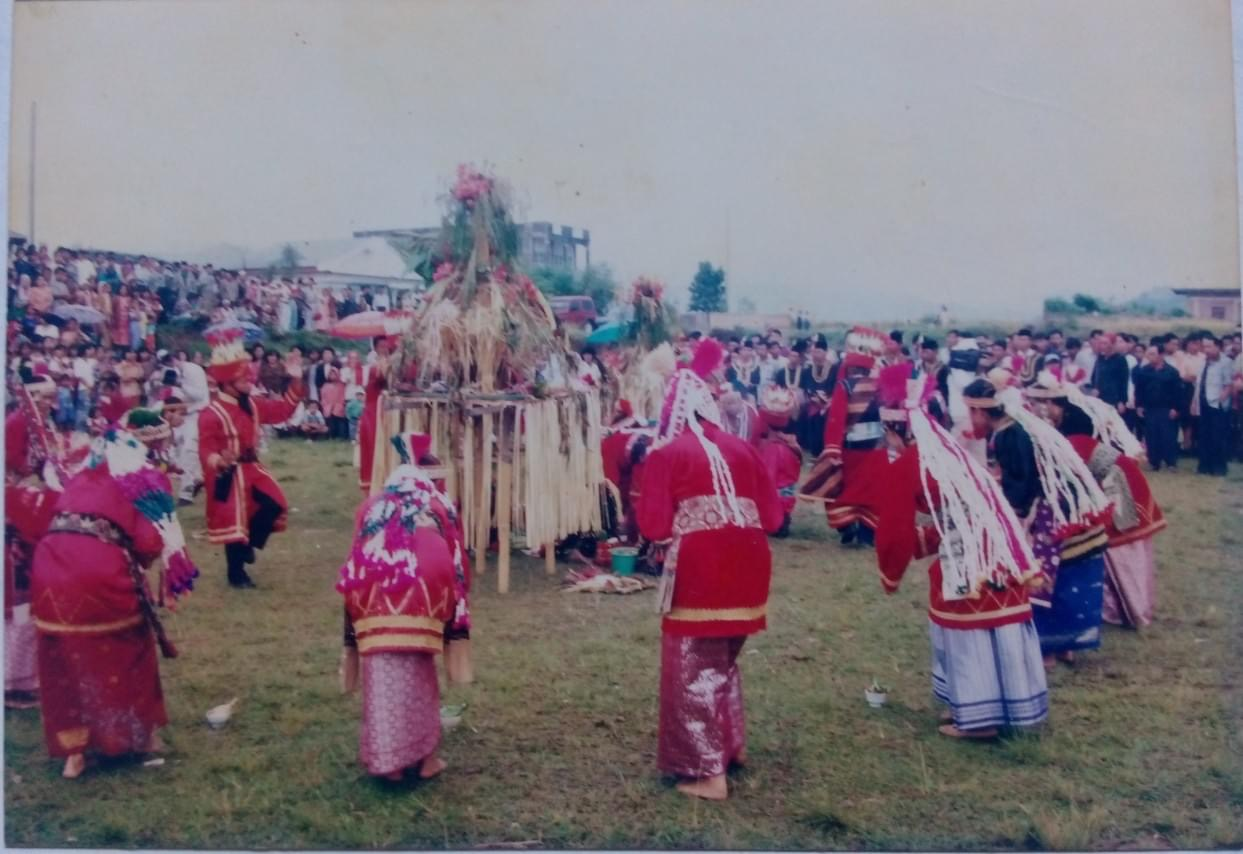
Ритуальний танець керінчі.

Традиційне мистецтво керінчі мало відрізняється від мистецтва джамбі-малайців. Вони мають схожі танці, які виконують під час проведення церемоній та під час розваг. Схожими є й традиційні музичні інструменти наприклад, флейта, барабани кетіпунг і генданг, духовий інструмент серунай тощо.